# Пуаз
Пуа́з (русское обозначение: П, до 1978 года пз; международное — P; от фр. poise) — единица динамической вязкости в системе единиц СГС.
Один пуаз равен вязкости жидкости, оказывающей сопротивление силой в 1 дину взаимному перемещению двух слоев жидкости площадью 1 см², находящихся на расстоянии 1 см друг от друга и взаимно перемещающихся с относительной скоростью 1 см/с.
1 П = 1 г/(см·с) = 0,1 Н·с/м²
Единица названа в честь Ж. Л. М. Пуазёйля.
Пуаз имеет аналог в системе СИ — паскаль-секунда (Па·с).
1 Па·с = 10 П
Вода при температуре 20 °C имеет вязкость 0,01002 П, или около 1 сП.
В настоящее время Международная организация законодательной метрологии (МОЗМ) относит пуаз к единицам измерения, «которые могут временно применяться до даты, установленной национальными предписаниями, но которые не должны вводиться, если они не используются».